# Larinia assimilis
Larinia assimilis là một loài nhện trong họ Araneidae.
Loài này thuộc chi Larinia. Larinia assimilis được Albert Tullgren miêu tả năm 1910.